# Речма
Ре́чма (устар. Рычма, Рочма) — река в Московской области России, левый приток Оки. Течёт по территории городского округа Серпухов.
Длина реки — 24 километра, площадь водосбора — 205 км². Имеет пять притоков с длиной менее 10 километров. Крупнейшим из них является правый приток Каменка, который впадает в Речму на территории деревни Бутурлино. Средний многолетний годовой расход воды 1,23 м³/с.
Протекает через населённые пункты (от истока к устью) Воскресенки, Новинки-Бегичево, Сераксеево, Арнеево, Мартьяново, Костино, Правое Ящерово, Левое Ящерово, Левашово, Бутурлино, Палихово, Борисово. Реку пересекает трасса М2.
Устье Речмы находится в 972 км по левому правому берегу Оки на высоте 107 м над уровнем моря.
По данным Государственного водного реестра России, относится к Окскому бассейновому округу. Речной бассейн — Ока, речной подбассейн — бассейны притоков Оки до впадения Мокши, водохозяйственный участок — Ока от города Серпухова до города Каширы.